# 아라셀리 아람불라
아라셀리 아람불라(Aracely Arámbula, 1975년 3월 6일 ~ )는 멕시코의 배우, 모델, 가수, 사업가이다.

## 음반 목록
- Sólo tuya (2002)
- Sexy (2005)
- Linea de Oro (2007)